# Fairey Battle
Il Fairey Battle era un bombardiere leggero monomotore, monoplano ad ala bassa, prodotto dall'azienda britannica Fairey Aviation Company Limited dalla seconda parte degli anni trenta ed impiegato principalmente dalla Royal Air Force agli esordi della seconda guerra mondiale.
Al suo apparire, nel 1936, sembrò a tutti un aereo avveniristico, grazie alla linea aerodinamica, alle ampie ali ed al motore Rolls-Royce Merlin, lo stesso dei caccia Supermarine Spitfire e Hawker Hurricane. Il Battle venne ordinato dalla RAF in grandi quantità, a partire dal 1937, e - allo scoppio del conflitto - ne erano in servizio oltre 1 000 esemplari. Per i primi otto mesi dallo scoppio della guerra risultò efficace, anche per il basso numero di caccia tedeschi impiegati sul fronte occidentale. Fu addirittura il primo aereo britannico a rivendicare l'abbattimento di un velivolo della Luftwaffe. Ma il Battle era appesantito da un equipaggio di tre uomini e dal vano-bombe, inoltre era armato soltanto di una singola mitragliatrice difensiva calibro .303 in (7,7 mm). 
Così, già durante l'invasione tedesca della Francia, diventò una facile preda dell'antiaerea e dei caccia tedeschi. Le perdite ammontavano - ad ogni missione - mediamente alla metà degli aerei impiegati. Alla fine del 1940 venne ritirato dalla prima linea e inviato oltremare, per essere impiegato come aereo da addestramento e da traino per bersagli. Considerate le aspettative con cui fu salutato al suo apparire, il Battle è ritenuto uno dei più deludenti aerei mai impiegati dalla RAF.

## Storia del progetto
Nel 1932 l'Air Ministry britannico emise una specifica al fine di sostituire i vecchi biplani Hawker Hart ed Hawker Hind allora in servizio. Tra le caratteristiche richieste il nuovo velivolo doveva essere in grado di trasportare un carico di 1 000 lb di bombe per 1 000 mi alla velocità di 200 mph. In quel momento però non era disponibile alcuna motorizzazione che, applicata ad un velivolo, potesse riuscire ad ottenere le caratteristiche richieste, così l'Air Ministry fu costretto ad emettere una nuova specifica, la P.27/32.

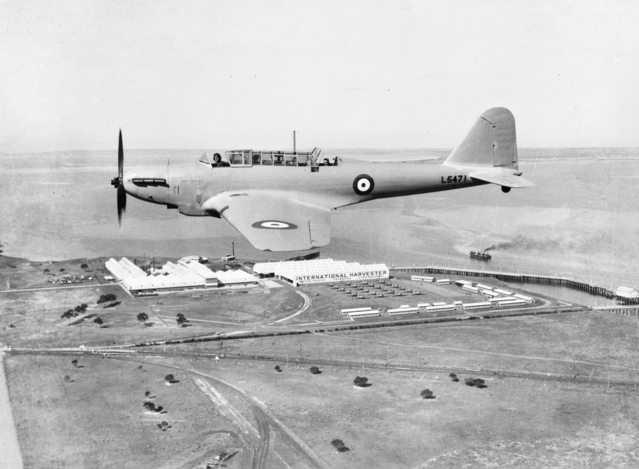
Vista di profilo del Fairey Battle.

Alla richiesta risposero la Fairey Aviation Company Ltd con il progetto del Battle e la Armstrong Whitworth Aircraft con il suo A.W.29. Il prototipo del Battle venne portato in volo per la prima volta il 10 marzo 1936 mentre l'A.W.29, che era in ritardo sullo sviluppo, non riuscì a staccarsi da terra che il 6 dicembre successivo. Quest'ultimo non impressionò favorevolmente la commissione esaminatrice anche a causa di un cedimento del carrello in fase di atterraggio e decisero di dichiarare vincitore il Battle.
Il Battle, monoplano con ala a sbalzo e rivestimento di tipo lavorante, rappresentava il frutto di un moderno progetto e poteva portare un ingente carico di bombe con un raggio d'azione due volte quello normale ed a una velocità maggiore del 50 per cento rispetto ai vecchi velivoli. Fu anche il primo aereo a entrare in produzione dotato del nuovo motore Merlin, adottando come numero identificativo della versione (I, II, III e IV) il medesimo che indicava il modello del motore installato. Venne ordinato in un numero di esemplari senza precedenti: un primo lotto, in risposta alla specifica P.23/35, di 155 esemplari, il primo dei quali completato nello stabilimento di Hayes, contea del Middlesex, nel giugno 1937, a cui fece seguito un secondo lotto di 500 e infine 863, costruiti parte nel nuovo stabilimento Fairey di Heaton Chapel, Stockport e parte in uno degli stabilimenti "ombra" gestito dalla Austin Motors a Longbridge, quest'ultimo che realizzerà in tutto 1 029 esemplari a seguito dell'evasione della specifica P.32/36.
Il totale della produzione ammontò a 2 185 unità, sulle 2 419 richieste inizialmente. Le linee di montaggio, infatti, vennero chiuse nel settembre 1940, per rendere possibile la costruzione di modelli ritenuti più efficienti.

## Tecnica

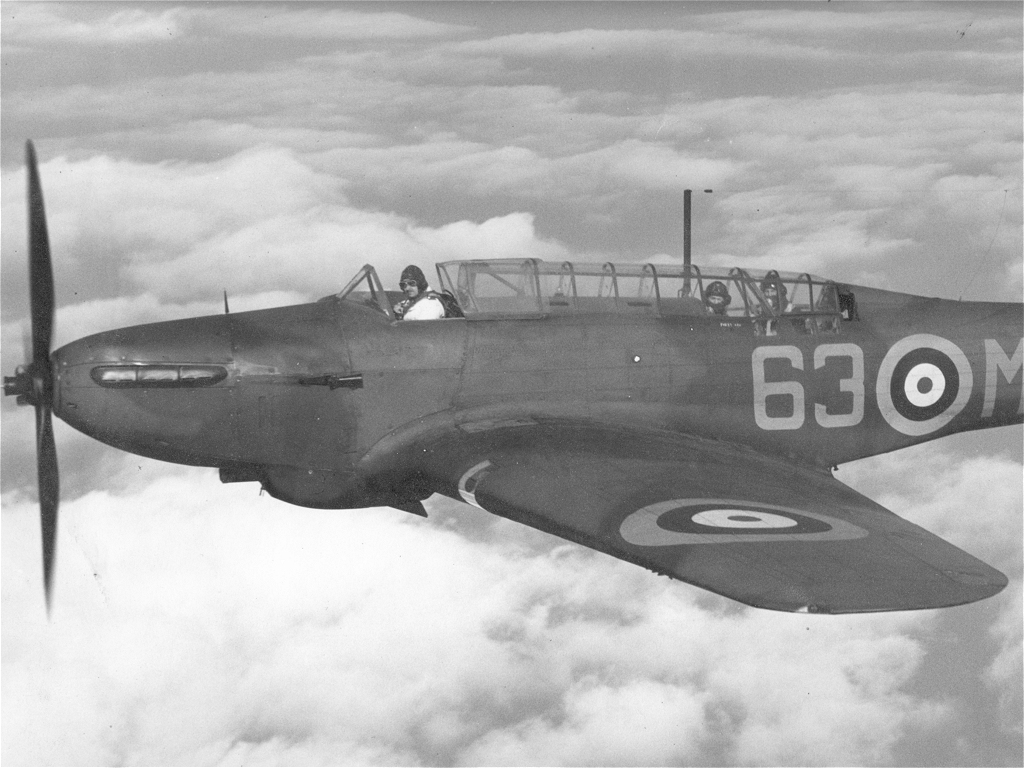
Un primo piano della cabina di pilotaggio.

Il Battle rappresentava un'evoluzione tecnica nella gamma di modelli fino ad allora sviluppati dalla Fairey, abbandonando l'impostazione a configurazione alare biplana per la più moderna monoplana, costruito in tecnica mista prevalentemente metallica.
La fusoliera integrava la cabina di pilotaggio a tre posti chiuso da un lungo tettuccio finestrato, con le due postazioni anteriori interposte a quella del mitragliere di coda da un serbatoio di combustibile posto in posizione baricentrica. Posteriormente terminava in un impennaggio convenzionale monoderiva.
La velatura era monoplana, con ala di grandi dimensioni posizionata bassa sulla fusoliera.
Il carrello d'atterraggio era un triciclo convenzionale, con elementi anteriori ammortizzati retrattili con movimento verso coda e che rientravano parzialmente nel piano alare, integrato posteriormente da un ruotino d'appoggio fisso posto sotto la coda.
La propulsione era affidata ad un motore Rolls-Royce Merlin, un 12 cilindri a V raffreddato a liquido. La potenza variava a seconda della versione installata: dal Merlin I (1 030 hp) al Merlin V. Il motore era posizionato all'apice anteriore della fusoliera, coperto da una cofanatura metallica ed abbinato ad un'elica tripala.
L'armamento era composto da una sola mitragliatrice Browning calibro .303 in (7,7 mm) fissa posta in caccia più una pari calibro Vickers K brandeggiabile posteriore. Quello da caduta consisteva in quattro bombe da 120 kg che potevano essere stivate all'interno, più ordigni fino a 200 kg agganciabili a piloni esterni.

## Impiego operativo
Le fonti storiografiche reperite indicano che, all'epoca in cui fu portato in volo il prototipo, il Fairey Battle era un aereo efficiente con prestazioni sostanzialmente in linea con quelli contemporaneamente in servizio con altre forze armate; tuttavia poco tempo dopo, all'epoca dell'entrata in servizio con la RAF, nuovi aerei da caccia, capaci di velocità maggiori di almeno 100 km/h, cominciavano ad uscire dalle catene di montaggio.
Sostanzialmente il difetto del Battle consisteva nell'incapacità dei vertici militari di comprendere l'evoluzione delle tattiche di combattimento emerse durante la guerra civile spagnola, con il ruolo di primo piano svolto dalla Luftwaffe a supporto delle truppe della Wehrmacht: le prestazioni e le tecniche di combattimento emerse durante il conflitto spagnolo dimostravano che il Battle era pericolosamente obsoleto già due anni prima di essere chiamato in causa per difendere l'esercito britannico sul suolo francese.

### Regno Unito
Tra il maggio 1937 e il maggio 1938, 15 Squadron di bombardieri della RAF erano equipaggiati con il nuovo bombardiere leggero della Fairey. Il velivolo, oltre ad essere di bell'aspetto, era ben gradito agli equipaggi, si pilotava con piacere e non aveva difetti rilevanti.

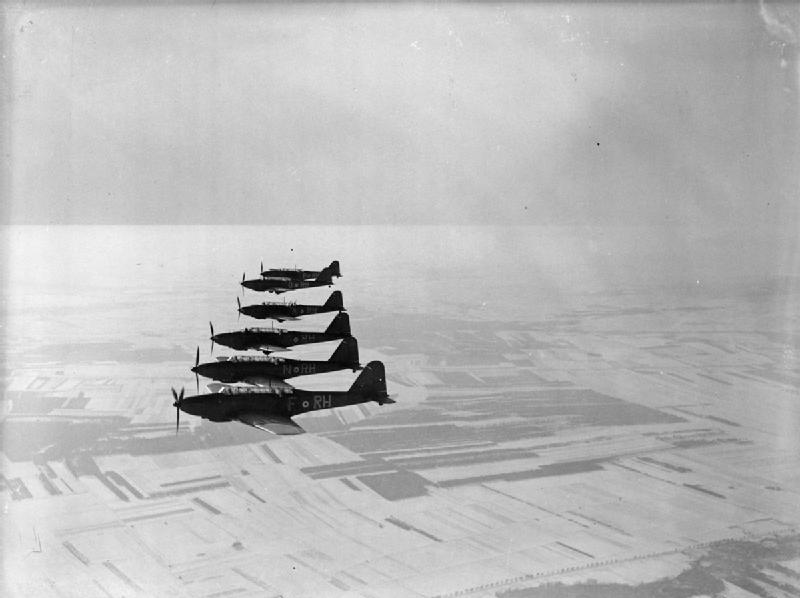
Formazione di sei Fairey Battle del No. 88 Squadron della RAF di base a Mourmelon-le-Grand, in volo sulle campagne francesi innevate, nell'inverno del 1939.

Allo scoppio della guerra, si manifestarono i primi problemi. L'aereo era entrato in servizio in 20 squadroni della RAF. Come il Bristol Blenheim, altrettanto diffuso, era triposto, sfiorava i 400 km/h ed era armato con 2 mitragliatrici e 450 chili di bombe, però aveva un peggior rapporto potenza-peso e non tollerava altrettanto bene i danni subiti in combattimento. Nonostante ciò, proprio a uno di essi toccò la sorte di abbattere il primo velivolo tedesco della guerra, il 20 settembre 1939: un Messerschmitt Bf 109.
Degli oltre 1 000 aerei già allora prodotti, circa 200 vennero inviati in Francia per combattere nella forza aerea di spedizione inglese, la "BEF", che cercava di aiutare i francesi drammaticamente a corto di aerei moderni nel 1939. Quando i tedeschi entrarono in Belgio e lo occuparono, i Battle contrattaccarono cercando di bombardare le colonne in avanzata, ma era ormai troppo tardi.
Il 10 maggio 1940, quattro formazioni di otto Battle ciascuna attaccarono le truppe tedesche avanzanti attraverso il Lussemburgo. Era una mossa disperata: dei trentadue Battle lanciati allo sbaraglio a bassa quota e a tiro della FlaK tedesca, tredici furono abbattuti e quasi tutti gli altri gravemente danneggiati, un'indicazione di quello che sarebbe avvenuto nei giorni seguenti. La forza aerea belga scoprì nello stesso giorno quanto fossero inefficaci i suoi Battle, quando sei velivoli su nove vennero abbattuti nel tentativo di bombardare il ponte di Veldwezelt. Questo schema si ripeté con frequenza nei dieci giorni seguenti. Gli alleati lanciavano questi inadeguati velivoli contro le colonne tedesche avanzanti, solo per vederli decimati dall'intenso fuoco antiaereo. I Battle che sopravvivevano alla flak venivano assaliti dai Messerschmitt e distrutti.
Quando 6 aerei attaccarono i ponti di Maastricht, 5 vennero subito abbattuti ottenendo un solo successo. Le scorte con i caccia Hurricane erano indisponibili e per sfuggire ai Messerschmitt Bf 109 gli aerei volarono a bassa quota, diventando facile bersaglio dalla contraerea, già appostata ovunque dagli efficienti reparti germanici. Un solo aereo sopravvisse, ma solo perché era giunto in ritardo sull'obiettivo. Un solo equipaggio di quelli abbattuti si salvò, passando 5 anni in prigionia in Germania.

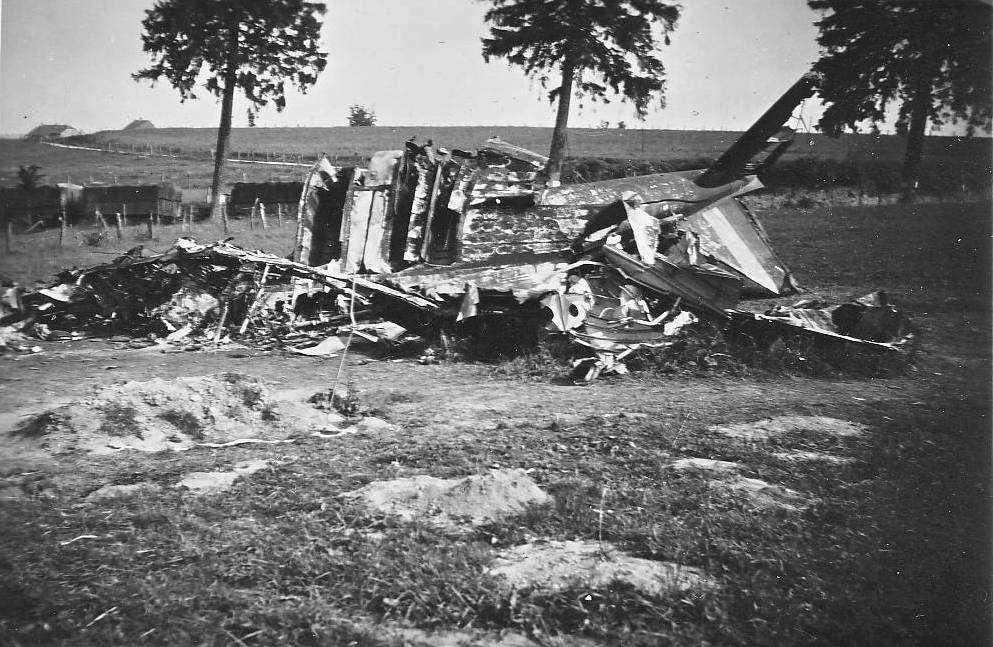
Rottami di un Battle abbattuto dalla contraerea in Francia, nel maggio del 1940.

Una prima squadriglia era dunque già stata dimezzata. Una percentuale di perdite dell'85% era devastante per il morale tanto quanto per il materiale, ma contro l'agguerrita caccia e la difesa contraerea tedesca, non esisteva una scelta valida per dei bombardieri costretti ad attaccare da soli. La velocità di crociera di 280 km/h non aiutava ad aumentare le opportunità di sopravvivenza, la sagoma era facilmente traguardabile dai nemici e la macchina, con lo stesso motore dell'Hurricane, aveva tre uomini a bordo e un peso del 60% superiore. Il serbatoio nell'abitacolo era un pericolo mortale per l'equipaggio se qualche colpo fosse andato a segno nella fusoliera.
Quattro giorni dopo, gli aerei vennero impiegati contro i ponti di barche nella zona di Sedan. All'inizio le perdite furono lievi, ma poi la situazione peggiorò in fretta, e per i Battle "suonò la campana a morto", come scrisse la stampa inglese. Passata un'ora, almeno 37 aerei su 70 non esistevano più, insieme a 111 aviatori inglesi.
L'aereo venne dirottato da quel momento a compiti meno impegnativi e i pochi reparti superstiti della BEF si ritirarono in patria dopo poche altre settimane, non prima di aver subito ulteriori perdite. Il Battle venne relegato a compiti secondari, come il traino bersagli.
In Africa orientale, però, la minaccia era molto meno temibile e in quel teatro alcuni reparti con tali velivoli si batterono con ragionevole efficacia: le difese italiane erano molto più a misura delle prestazioni dell'aereo britannico. Anche una squadriglia greca ne ricevette alcuni, con una apprezzabile attività contro gli italiani, sebbene dovesse guardarsi anche qui dalla reazione nemica, più dai caccia intercettori e meno dallo poco efficiente difesa antiaerea.

## Utilizzatori
Australia
- Royal Australian Air Force

operò con 364 esemplari.
 Belgio
- Aviation militaire

operò con 16 esemplari.
 Canada
- Royal Canadian Air Force

operò con 739 esemplari.
 Irlanda
- Aer Chór na hÉireann

 Grecia
- Ellinikí Vasilikí Aeroporía

 Polonia
- Wojska Lotnicze in esilio nella RAF
  - No. 300 Polish Bomber Squadron Ziemi Mazowieckiej
  - No. 301 Polish Bomber Squadron Ziemi Pomorskiej
  - No. 304 Polish Bomber Squadron Ziemi Śląskiej im. Ks. Józefa Poniatowskiego
  - No. 305 Polish Bomber Squadron Ziemi Wielkopolskiej im. Marszałka Józefa Piłsudskiego

 Regno Unito
- Royal Air Force

 Sudafrica
- South African Air Force

 Turchia
- Hava Müsteşarlığı

operò con 29 esemplari.